# Паге
Паге́ (порт. Pagué) — один із 7 районів у складі Сан-Томе і Принсіпі. Адміністративно є єдиним районом провінції Принсіпі. Адміністративний центр — місто Санту-Антоніо.

## Географічне положення
Район розташований повністю на острові Принсіпі, а також займає сусідні дрібні острівці:
- Бомбом
- Каросу
- Мостейруш
- Педра-да-Гале
- Педраш-Тіньйозаш

## Населення
Населення району становить 7542 особи (2012; 6737 в 2006, 5966 в 2001, 5471 в 1991, 5255 в 1981, 4593 в 1970, 4544 в 1960, 4402 в 1950, 3124 в 1940).

## Населені пункти
Нижче подано список найбільших населених пунктів району (повний список тут):
| Населений пункт | Населення, осіб (2001) | Населення, осіб (2007) | Населення, осіб (2008) |
| --------------- | ---------------------- | ---------------------- | ---------------------- |
| Санту-Антонью   | 600                    | 673                    | 684                    |
| Террейру-Нова   | 448                    | 502                    | 511                    |
| Санту-Антонью   | 418                    | 469                    | 476                    |
| Сунді           | 362                    | 406                    | 413                    |
| Аеропорту       | 304                    | 341                    | 347                    |
| Прая-Іньяме     | 271                    | 304                    | 309                    |
| Нова-Естрела    | 263                    | 295                    | 300                    |
| Бом-Вівер       | 262                    | 294                    | 299                    |
| Хоспітал-Вельо  | 252                    | 283                    | 287                    |
| Порту-Реал      | 239                    | 268                    | 272                    |